# Naciek grzybkowy

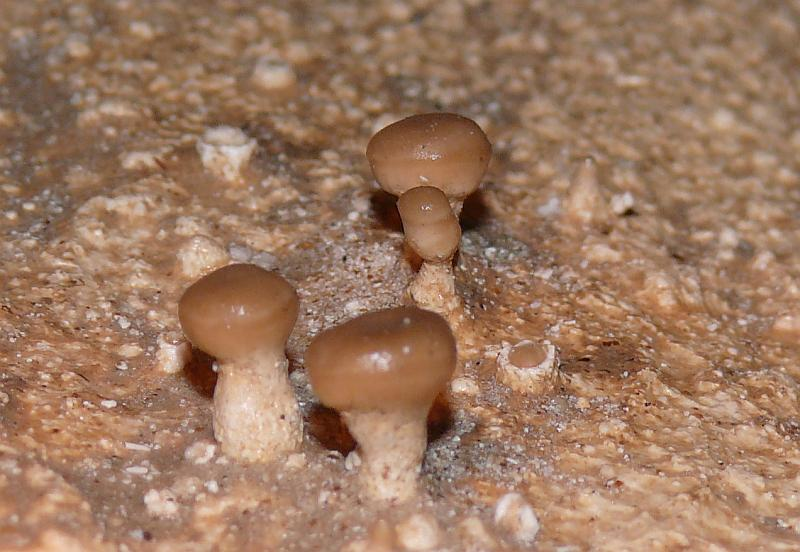
Typowe grzybki naciekowe

Naciek grzybkowy, grzybki naciekowe – rodzaj nacieku jaskiniowego. Zaliczany jest do nacieków twardych agrawitacyjnych. Jego charakterystyczną cechą jest to, że rośnie zawsze prostopadle do podłoża, a więc często niezgodnie z kierunkiem grawitacji. Składa się z niewielkich, ale licznych główkowatych lub pałeczkowatych narośli, kształtem przypominających grzybki. Występuje na ścianach i stropach jaskiń, na dnie, na luźno leżących w jaskini głazach, a także na powierzchni innych nacieków, np. na stalagmitach. Jest jedną z najczęściej spotykanych form nacieków jaskiniowych. Występuje w licznych polskich jaskiniach. Szczególnie dobrze wykształcone nacieki grzybkowe występują w Jaskini Miętusiej Wyżniej i Jaskini Zimnej. 
Drugą charakterystyczną cechą nacieków grzybkowych jest to, że nigdy nie powstają bezpośrednio na nagiej skale. Zawsze rozwijają się na powierzchni jakiejś pokrywy naciekowej. Wśród okazów tworzących naciek grzybkowy występują grzybki w różnych etapach rozwoju, różnej wielkości i różnego kształtu. Najbardziej typowo wykształcone grzybki występują na szczytach wybrzuszeń podłoża. Mają kształt pałeczki lub maczugi złożonej z szyjki i szerszej główki. Czasami na jednej szyjce jest kilka główek. Wysokość największych grzybków rzadko dochodzi do 2 cm. Przeważnie mają 0,5–1 cm wysokości, a ich średnica wynosi 1–2 mm. Najmniejsze mają wysokość 1–2 mm i kształt stożka.  
Zazwyczaj główkowata część grzybków, a czasami cały grzybek, mają inną barwę niż podłoże. W polskich jaskiniach tatrzańskich kontrast ten jest dobrze widoczny – główka zazwyczaj jest brunatna i gładka, podczas gdy podłoże jest dużo jaśniejsze niż grzybek oraz porowate i matowe. W jaskiniach Wyżyny Krakowsko-Częstochowskiej te różnice między grzybkami a podłożem są dużo mniejsze.
Analiza mikroskopowa i chemiczna nacieków grzybkowych wykazała, że podłoże, na którym wyrastają, składa się z drobnokrystalicznego kalcytu (odmiana węglanu wapnia) i ma taką samą strukturę jak wyschnięte mleko wapienne odmiany drobnokrystalicznej. Warstwa ma grubość kilku milimetrów i pod grzybkiem tworzy stożkowate wybrzuszenie. Grzybki zbudowane są z licznych mikrokrystalicznych warstewek kalcytu. Wewnątrz grzybków nie ma żadnych śladów wewnętrznych kanałów.
To, że grzybki rosną często wbrew sile grawitacji, jest możliwe, ponieważ powstają one na cienkiej błonce wody pokrywającej podłoże i są przez nią przyciągane siłami oddziaływań molekularnych. Grzybki tworzą się wskutek krystalizacji węglanu wapnia. Zasadniczym warunkiem ich powstania jest istnienie porowatego podłoża, które jest pokryte cienką błonką wody wysyconej węglanem wapnia. Podsiąkająca jego mikroporami woda może tworzyć cienkie warstewki filmu wodnego, z którego wytrącają się mikrokryształki kalcytu (konieczna do tego jest jeszcze duża, prawie 100-procentowa wilgotność powietrza). Warstewkowa budowa grzybków wskazuje, że proces ten nie odbywa się w sposób ciągły, lecz skokowo.